# XXVII Liceum Ogólnokształcące im. Icchoka Pereca w Łodzi
XXVII Liceum Ogólnokształcące im. Icchoka Lejba Pereca w Łodzi – łódzkie liceum ogólnokształcące istniejące w latach 1956–1969 przy ul. Stanisława Więckowskiego 13 dla młodzieży narodowości żydowskiej. W szkole prowadzono zajęcia z języka jidysz i hebrajskiego, ale też języka polskiego i historii Polski.

## Szkoła Powszechna nr 162
W 1945 roku, przy ulicy Kilińskiego 49 w Łodzi, w kamienicy Pinkusa Brzezińskiego, otwarta została żydowska szkoła nosząca imię Icchoka Lejba Pereca. Uczyły się w niej dzieci, które przeżyły wojnę. Wiele z nich miało za sobą doświadczenia gett i hitlerowskich obozów. W 1949 roku szkoła została upaństwowiona i nosiła nazwę Żydowska Szkoła Powszechna nr 162 im. I. L. Pereca w Łodzi. Placówka została uznana za najlepszą żydowską placówkę oświatową w powojennej Polsce.

## XXVII Liceum Ogólnokształcące
W 1956 roku szkoła została przeniesiona na ulicę Więckowskiego 13, róg Zachodniej, tuż obok Teatru Żydowskiego, który dzielił scenę z Teatrem Nowym. W nowej siedzibie była sala gimnastyczna i świetlica. W szkole było też obowiązkowe drugie śniadanie. Utworzone zostało liceum i placówka funkcjonowała jako XXVII Szkoła Podstawowa i XXVII Liceum Ogólnokształcące im. I. L. Pereca.
Szymon Szuchman w swoich wspomnieniach podaje, że w szkole po południu na trzecim piętrze działał klub, gdzie śpiewano i grano w szachy. Latem młodzież wyjeżdżała na kolonie do Dziwnowa, na obozy harcerskie do Pleniewa i Poronina. Przez wszystkie lata funkcjonowania placówki jej dyrektorem był Jakub Blumenfeld.
Na początku klasy były liczne, nawet przeładowane. Ale z roku na rok liczba uczniów malała. Jak wspomina Gołda Tencer – w pierwszej klasie w szkole podstawowej było sześćdziesiąt osób, a maturę zdawało tylko dziesięć, bo ciągle ktoś wyjeżdżał. Po wydarzeniach Marca 1968 szkoła została zamknięta.

## Perecowicze
Na budynku wisi pamiątkowa tablica z tekstem w trzech językach: polskim, angielskim i hebrajskim o treści: „Adres ten jest miejscem na mapie pamięci rozrzuconych po świecie byłych uczniów tej szkoły”.
W 2009 roku z inicjatywy Gołdy Tencer Fundacja Shalom wyprodukowała film w reżyserii Sławomira Grünberga „Perecowicze” (The Peretzniks), opowiadający historię szkoły i jej uczniów. Bohaterami dokumentu są ludzie rozsiani po świecie, których łączy pamięć o latach spędzonych w Łodzi.
W marcu 2018 roku, w 50. rocznicę Marca 68, odbył się zjazd absolwentów szkoły.

## Znani absolwenci
- Henryk Grynberg
- Marian Lichtman
- Leszek Śniadkiewicz
- Szymon Szuchman
- Gołda Tencer